# Surendra florimel
Surendra florimel is een vlinder uit de familie van de Lycaenidae. De wetenschappelijke naam van de soort is voor het eerst geldig gepubliceerd in 1879 door Doherty.